# Anthurium curvispadix
Anthurium curvispadix är en kallaväxtart som beskrevs av Thomas Bernard Croat. Anthurium curvispadix ingår i släktet Anthurium och familjen kallaväxter. Inga underarter finns listade.